# Championnats d'Europe de beach-volley 2013
Navigation
Édition précédente Édition suivante
Les championnats d'Europe de beach-volley 2013, vingt-et-unième édition des championnats d'Europe de beach-volley, ont lieu du 30 juillet au 4 août 2013 à Klagenfurt, en Autriche. Il est remporté par les Espagnols Pablo Herrera et Adrián Gavira chez les hommes et par les Néerlandaises Doris Schwaiger et Stefanie Schwaiger chez les femmes.